# Abou Arish
Abou Arish ou Abou Arych est une ville d'Arabie saoudite, près de la mer Rouge.
Elle a donné son nom au XIXe siècle à une petite principauté détachée de l'Asir. « Place forte d'Arabie », elle comptait, à la fin du XIXe siècle environ 5 000 habitants.